# Jump to It
Albums de Aretha Franklin
Love All the Hurt Away
(1981) Get It Right
(1983)
Singles
1. Jump to It
Sortie : 1982
2. Love Me Right
Sortie : 1982
3. This Is for Real
Sortie : 1983

Jump to It est le trente-et-unième album studio de la chanteuse américaine Aretha Franklin. Sorti en juillet 1982, il s'agit de son troisième album sorti chez Arista Records.

## Titres
| 1. | Jump to It                    | Luther Vandross, Marcus Miller | 6:40 |
| 2. | Love Me Right                 | Luther Vandross                | 4:10 |
| 3. | If She Don't Want Your Lovin' | Sam Dees (en)                  | 5:36 |
| 4. | This Is for Real              | Luther Vandross                | 4:45 |

| 5. | (It's Just) Your Love     | Luther Vandross                                          | 4:10 |
| 6. | I Wanna Make It Up to You | Aretha Franklin                                          | 6:00 |
| 7. | It's Your Thing           | O'Kelly Isley Jr. (en), Ronald Isley, Rudolph Isley (en) | 4:10 |
| 8. | Just My Daydream          | Smokey Robinson                                          | 5:55 |

## Musiciens
- Aretha Franklin : chant
- Doc Powell, Steve Love : guitare
- Marcus Miller, Francisco Centeno, Louis Johnson : basse
- Luther Vandross, Marcus Miller, Nat Adderley Jr. (en), George Duke, Sonny Burke : claviers
- George Young : saxophone
- Yogi Horton (en), Buddy Williams : batterie
- Errol Bennett, Paulinho Da Costa : percussions
- Brenda White, Cissy Houston, Fonzi Thornton (en), Michelle Cobbs, Phillip Ballou, Tawatha Agee (en), Norma Jean Wright, Alexandra Brown, Darlene Love, Paulette McWilliams, Stephanie Spruill, Brenda Corbett, The Four Tops, Erma Franklin, Pam Vincent, Sandra Dance, Luther Vandross : chœurs